# بطولة اتحاد غرب آسيا لكرة القدم 2014
بطولة اتحاد غرب آسيا لكرة القدم للفترة 2013–2014 (التي تم تسويقها بوصفها قطر 2013) هي البطولة الثامنة لبطولة اتحاد غرب آسيا لكرة القدم، وهي مسابقة دولية للدول الأعضاء في اتحاد كرة القدم لغرب آسيا. واستضافت البطولة قطر في الفترة من 25 ديسمبر 2013 إلى 7 يناير 2014، وفاز البلد المضيف بهذه الدورة لأول مرة. ولم تدافع سوريا، بطل 2012 عن لقبها.

## الملاعب
أُعلن في أكتوبر 2013 عن استخدام ثلاثة أماكن. وفي 4 ديسمبر، أعلن أن ملعب سحيم بن حمد لن يظهر في البطولة.
| الدوحة                            | الدوحة                                    |
| --------------------------------- | ----------------------------------------- |
| ملعب جاسم بن حمد (ملعب نادي السد) | استاد عبد الله بن خليفة (ملعب نادي لخويا) |
| السعة: 12,946                     | السعة: 9,000                              |
|                                   |                                           |

## القرعة
وقد تم السحب في 11 نوفمبر 2013 في الدوحة، قطر تم سحب الفرق التسعة إلى ثلاث مجموعات بناءً على تصنيفات الفريق. وضمت كل مجموعة ثلاثة فرق.
المشاركون
| - البحرين - العراق (فريق تحت 23 سنة) - الأردن (فريق احتياطي) | - لبنان (فريق احتياطي) - الكويت (فريق تحت 22 سنة) - عمان (فريق تحت 22 سنة) | - فلسطين - قطر (المضيف) (فريق احتياطي) - السعودية (فريق تحت 22 سنة) |

لم يدخلوا
- إيران[4]
- الإمارات العربية المتحدة[5]

انسحبوا
- سوريا
- اليمن[6]

## المسؤولين في المباريات
فيما يلي قائمة بأسماء الحكام المعينين من قبل اتحاد كرة القدم لغرب آسيا للدورة.
الحكام
| - جميل عبد الحسين - وانغ دي - علي صباح | - ناغور أمير نور محمد - عبد الله الهلالي - بنجر الدوسري | - مرعي العواجي - كيم سانغ-وو - فالنتين كوفالينكو |

الحكام المساعدون
| - مو يوشين - عيسى العماوي - ياسر مراد | - سامر بدر - محمد كامل تومين - أمين حلبي | - لي جونغ-مين - رفائيل إلياسوف |

## مرحلة المجموعات
- جميع الأوقات المدرجة هي (بالتوقيت العالمي المنسق+3)

### المجموعة ألف
| م | الفريق   | لعب | ف | ت | خ | أ.له | أ.ع | أ.ف | نقاط | التأهل                       |
| - | -------- | --- | - | - | - | ---- | --- | --- | ---- | ---------------------------- |
| 1 | قطر      | 2   | 2 | 0 | 0 | 5    | 1   | +4  | 6    | يتقدم إلى مرحلة خروج المغلوب |
| 2 | فلسطين   | 2   | 0 | 1 | 1 | 0    | 1   | −1  | 1    |                              |
| 3 | السعودية | 2   | 0 | 1 | 1 | 1    | 4   | −3  | 1    |                              |

| قطر       | 1–0   | فلسطين |
| --------- | ----- | ------ |
| - حسن 90' | تقرير |        |

| فلسطين | 0–0   | السعودية |
| ------ | ----- | -------- |
|        | تقرير |          |

| السعودية    | 1–4   | قطر                             |
| ----------- | ----- | ------------------------------- |
| - مجرشي 31' | تقرير | - خوخي 15'، 55' - أحمد 57'، 62' |

### المجموعة باء
| م | الفريق  | لعب | ف | ت | خ | أ.له | أ.ع | أ.ف | نقاط | التأهل                       |
| - | ------- | --- | - | - | - | ---- | --- | --- | ---- | ---------------------------- |
| 1 | البحرين | 2   | 0 | 2 | 0 | 0    | 0   | 0   | 2    | يتقدم إلى مرحلة خروج المغلوب |
| 2 | العراق  | 2   | 0 | 2 | 0 | 0    | 0   | 0   | 2    |                              |
| 3 | عمان    | 2   | 0 | 2 | 0 | 0    | 0   | 0   | 2    |                              |

استخدم سحب القرعة لتحديد الفائز بالمجموعة. وقد أجريت عملية السحب بعد انتهاء المباراة النهائية في المجموعة جيم. وترد أسماء صاحبي المركزين الثاني والثالث هنا حسب المعايير الهجائية، حيث لم يتخذ المنظمون أي قرار.
| عمان | 0–0   | البحرين |
| ---- | ----- | ------- |
|      | تقرير |         |

| البحرين | 0–0   | العراق |
| ------- | ----- | ------ |
|         | تقرير |        |

| العراق | 0–0   | عمان |
| ------ | ----- | ---- |
|        | تقرير |      |

### المجموعة جيم
| م | الفريق | لعب | ف | ت | خ | أ.له | أ.ع | أ.ف | نقاط | التأهل                       |
| - | ------ | --- | - | - | - | ---- | --- | --- | ---- | ---------------------------- |
| 1 | الأردن | 2   | 1 | 1 | 0 | 2    | 1   | +1  | 4    | يتقدم إلى مرحلة خروج المغلوب |
| 2 | الكويت | 2   | 1 | 0 | 1 | 3    | 2   | +1  | 3    | يتقدم إلى مرحلة خروج المغلوب |
| 3 | لبنان  | 2   | 0 | 1 | 1 | 0    | 2   | −2  | 1    |                              |

| الأردن | 0–0   | لبنان |
| ------ | ----- | ----- |
|        | تقرير |       |

| لبنان | 0–2   | الكويت                   |
| ----- | ----- | ------------------------ |
|       | تقرير | - الهاجري 41' - زايد 85' |

| الكويت               | 1–2   | الأردن                    |
| -------------------- | ----- | ------------------------- |
| - الهاجري 20' (ركل.) | تقرير | - مرجان 12' - الدميري 72' |

### تصنيف فرق المرتبة الثانية
في نهاية مرحلة المجموعات، تم إجراء مقارنة بين الفرق التي تحتل المرتبة الثانية من كل مجموعة. أفضل فريق في المرتبة الثانية تقدم إلى الدور قبل النهائي.
| م | مج | الفريق   | لعب | ف | ت | خ | أ.له | أ.ع | أ.ف | نقاط | التأهل                       |
| - | -- | -------- | --- | - | - | - | ---- | --- | --- | ---- | ---------------------------- |
| 1 | ج  | الكويت   | 2   | 1 | 1 | 0 | 3    | 2   | +1  | 4    | يتقدم إلى مرحلة خروج المغلوب |
| 2 | ب  | غير محدد | 2   | 0 | 2 | 0 | 0    | 0   | 0   | 2    |                              |
| 3 | أ  | فلسطين   | 2   | 0 | 1 | 1 | 0    | 1   | −1  | 1    |                              |

1. ↑  انتهى العراق وعُمان من المجموعة باء مع وجود سجل مماثل ومطالبة متساوية في المرتبة الثانية في المجموعة. وعندما تم تحديد الفائز في المجموعة بالقرعة، تكون هوية المركز الثاني غير ذات صلة بالموضوع، لأن التأهيل للفريق الذي يأتي في المرتبة الثانية من هذه المجموعة أمر مستحيل، ولذلك لم تحدث أي قرعة للمركز الثاني.

## مرحلة خروج المغلوب
|  | نصف النهائي      | نصف النهائي |                      |   | النهائي | النهائي |
|  |                  |             |                      |   |         |         |
|  | 4 يناير — الدوحة |             |                      |   |         |         |
|  |                  |             |                      |   |         |         |
|  | قطر (ب.و.إ.)     | 3           |                      |   |         |         |
|  | قطر (ب.و.إ.)     | 3           | 7 يناير — الدوحة     |   |         |         |
|  | الكويت           | 0           |                      |   |         |         |
|  | الكويت           | 0           | قطر                  | 2 |         |         |
|  | 4 يناير — الدوحة |             | قطر                  | 2 |         |         |
|  |                  | الأردن      | 0                    |   |         |         |
|  | البحرين          | الأردن      | 0                    | 0 |         |         |
|  | البحرين          |             |                      | 0 |         |         |
|  | الأردن           | 1           |                      |   |         |         |
|  | الأردن           | 1           | مباراة المركز الثالث |   |         |         |
|  |                  |             |                      |   |         |         |
|  | 7 يناير — الدوحة |             |                      |   |         |         |
|  |                  |             |                      |   |         |         |
|  | الكويت           | 0 (2)       |                      |   |         |         |
|  | الكويت           | 0 (2)       |                      |   |         |         |
|  | البحرين (ج.)     | 0 (3)       |                      |   |         |         |

### نصف النهائي
| قطر                              | 3–0 (ب.و.إ.) | الكويت |
| -------------------------------- | ------------ | ------ |
| - خوخي 93'، 112' - أسد الله 120' | تقرير        |        |

| البحرين | 0–1   | الأردن            |
| ------- | ----- | ----------------- |
|         | تقرير | - دعيج 67' (ه.ذ.) |

### مباراة المركز الثالث
| الكويت        | 0–0   | البحرين |
| ------------- | ----- | ------- |
|               | تقرير |         |
| ركلات الترجيح |       |         |
|               | 2–3   |         |

### النهائي
| قطر             | 2–0   | الأردن |
| --------------- | ----- | ------ |
| - خوخي 52'، 81' | تقرير |        |

### البطل
| بطل بطولة اتحاد غرب آسيا لكرة القدم 2014 |
| ---------------------------------------- |
| · قطر · للمرة الأولى                     |

## الإحصاءات

### الهدافون
عدد الأهداف المُسجلة  17 هدفًا  في 11 مباراة، بمتوسط 1.55 هدفًا في المباراة الواحدة.
6 أهداف
- بوعلام خوخي

هدفان
- فهد الهاجري
- عادل أحمد

هدف
- محمد الدميري
- سعيد مرجان
- فيصل زايد
- علي أسد الله
- مؤيد حسن
- محمد مجرشي

هدف ذاتي
- محمد دعيج (ضد الأردن)

### الترتيب النهائي
وفقًا للعرف الإحصائي في كرة القدم، فإن المباريات التي تقرر في الوقت الإضافي تحسب على أنها مكاسب وخسائر، في حين أن المباريات التي تقررها ركلات الجزاء الترجيحية تحسب كتعادلات.
| م | الفريق   | لعب | ف | ت | خ | أ.له | أ.ع | أ.ف | نقاط | النتيجة النهائية                 |
| - | -------- | --- | - | - | - | ---- | --- | --- | ---- | -------------------------------- |
| 1 | قطر      | 4   | 4 | 0 | 0 | 10   | 1   | +9  | 12   | البطل                            |
| 2 | الأردن   | 4   | 2 | 1 | 1 | 3    | 3   | 0   | 7    | الوصيف                           |
| 3 | البحرين  | 4   | 0 | 3 | 1 | 0    | 1   | −1  | 3    | المركز الثالث                    |
| 4 | الكويت   | 4   | 1 | 2 | 1 | 3    | 5   | −2  | 5    | المركز الرابع                    |
| 5 | العراق   | 2   | 0 | 2 | 0 | 0    | 0   | 0   | 2    | انتهت مشاركته من مرحلة المجموعات |
| 6 | عمان     | 2   | 0 | 2 | 0 | 0    | 0   | 0   | 2    | انتهت مشاركته من مرحلة المجموعات |
| 7 | فلسطين   | 2   | 0 | 1 | 1 | 0    | 1   | −1  | 1    | انتهت مشاركته من مرحلة المجموعات |
| 8 | لبنان    | 2   | 0 | 1 | 1 | 0    | 2   | −2  | 1    | انتهت مشاركته من مرحلة المجموعات |
| 9 | السعودية | 2   | 0 | 1 | 1 | 1    | 4   | −3  | 1    | انتهت مشاركته من مرحلة المجموعات |

## وصلات خارجية
- الموقع الشبكي الرسمي